# Памятник Тарасу Шевченко (Краматорск)
Памятник Тарасу Шевченко (укр.  Пам'ятник Тарасу Шевченку) — монумент, воздвигнутый в честь украинского поэта, прозаика, художника и этнографа Тараса Григорьевича Шевченко, установленный 27 сентября 2008 года в городе Краматорск Донецкой области Украины. Автор памятника — скульптор И. И. Базилевский.
Памятник Шевченко— одно из любимых мест проведения проукраинских акций и сбора патриотически настроенных жителей Краматорска.

## Галерея

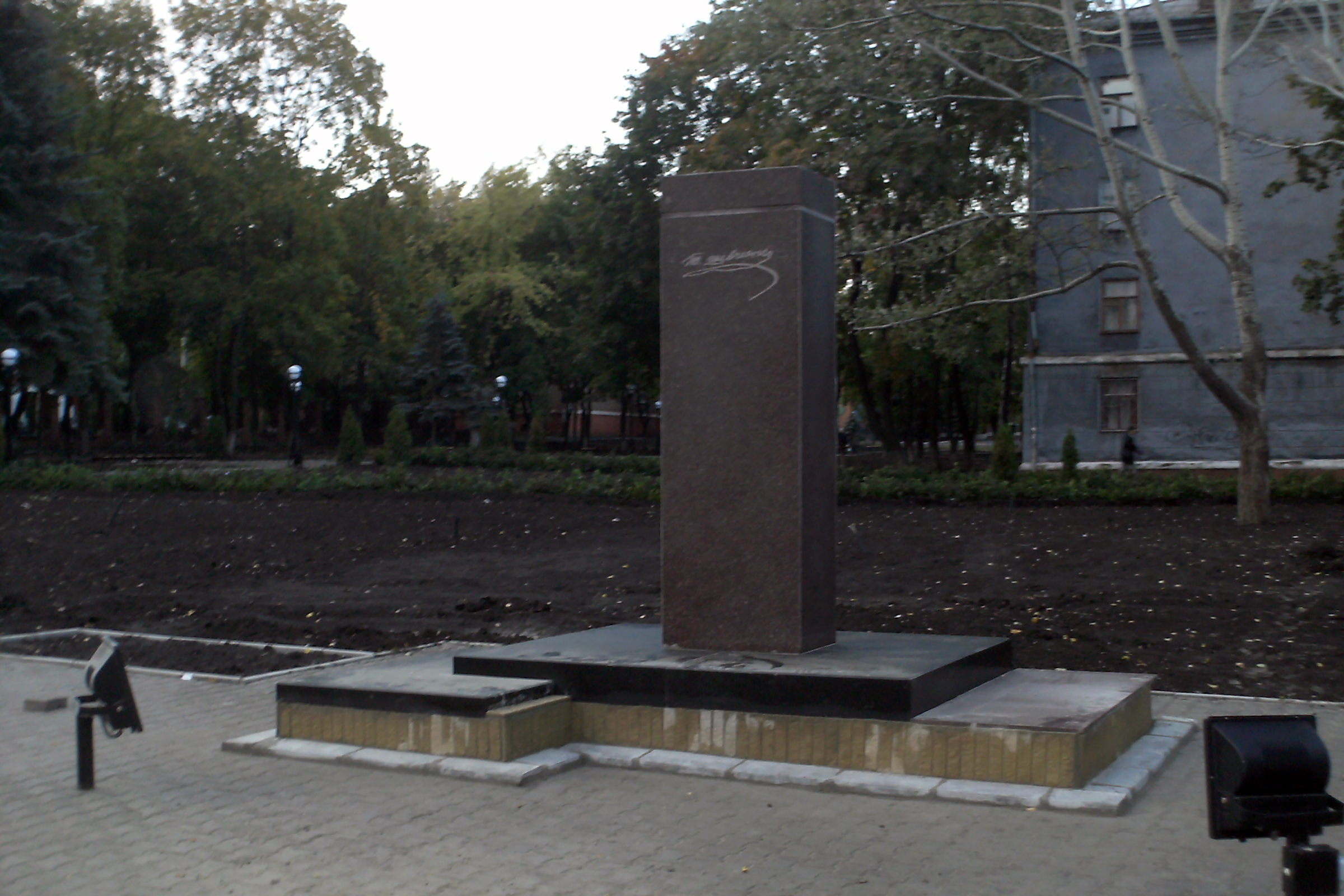
постамент памятника за день до открытия
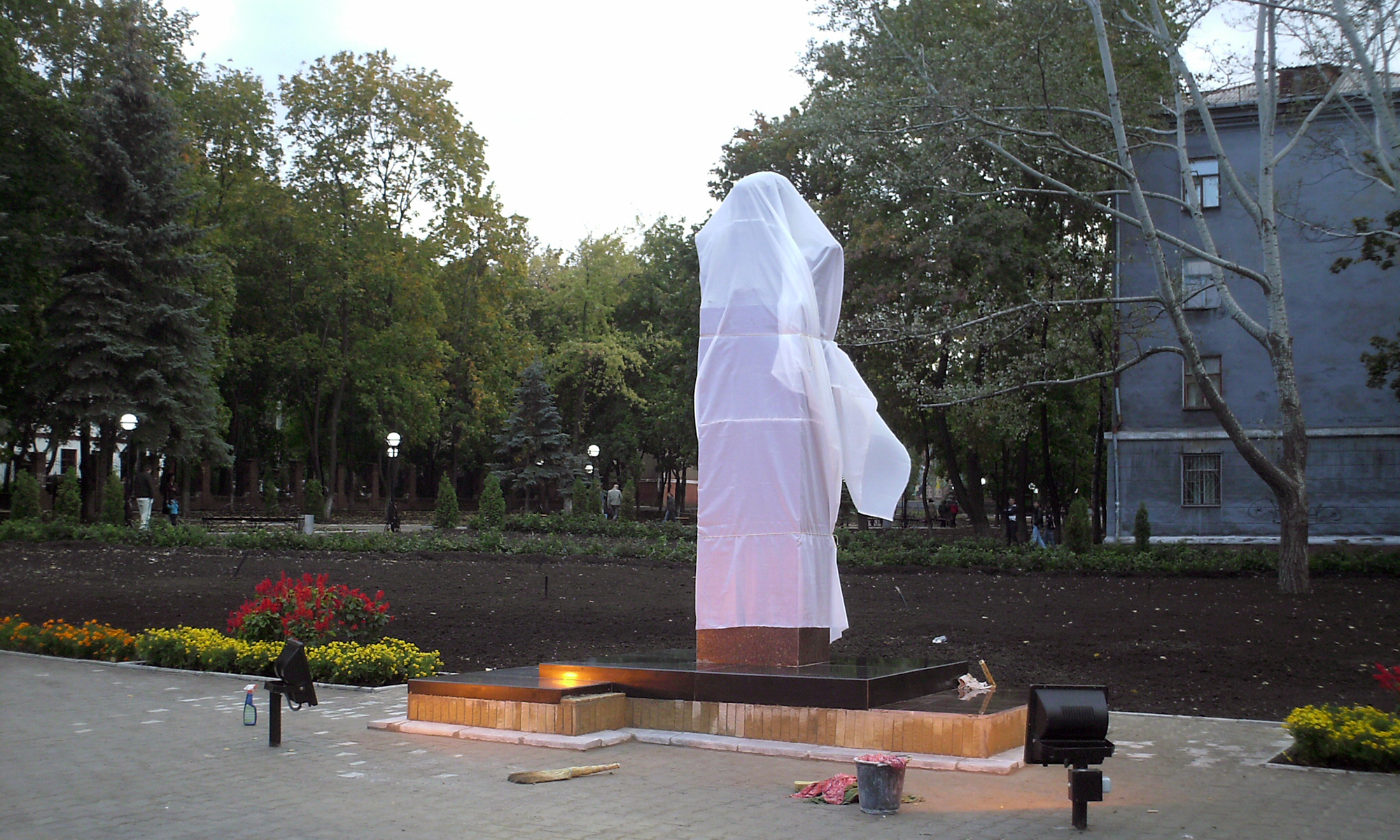
подготовка памятника к открытию